# 小行星2524
小行星2524（2524 Budovicium）是一颗绕太阳运转的小行星，为主小行星带小行星。该小行星于1981年8月28日发现。
該小行星以捷克城市捷克布傑約維采的拉丁語命名。

## 轨道参数
小行星2524的轨道半长轴为3.1121883 UA，离心率为0.161。